# Джеймс Стенігерст

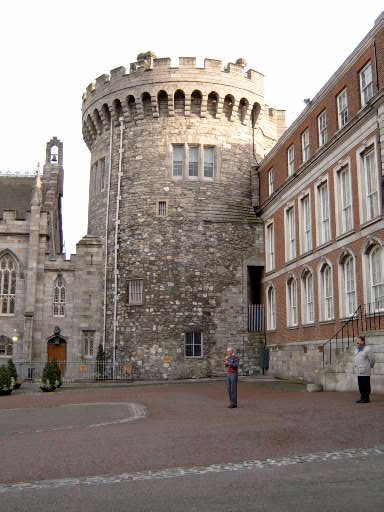
Дублінський замок.

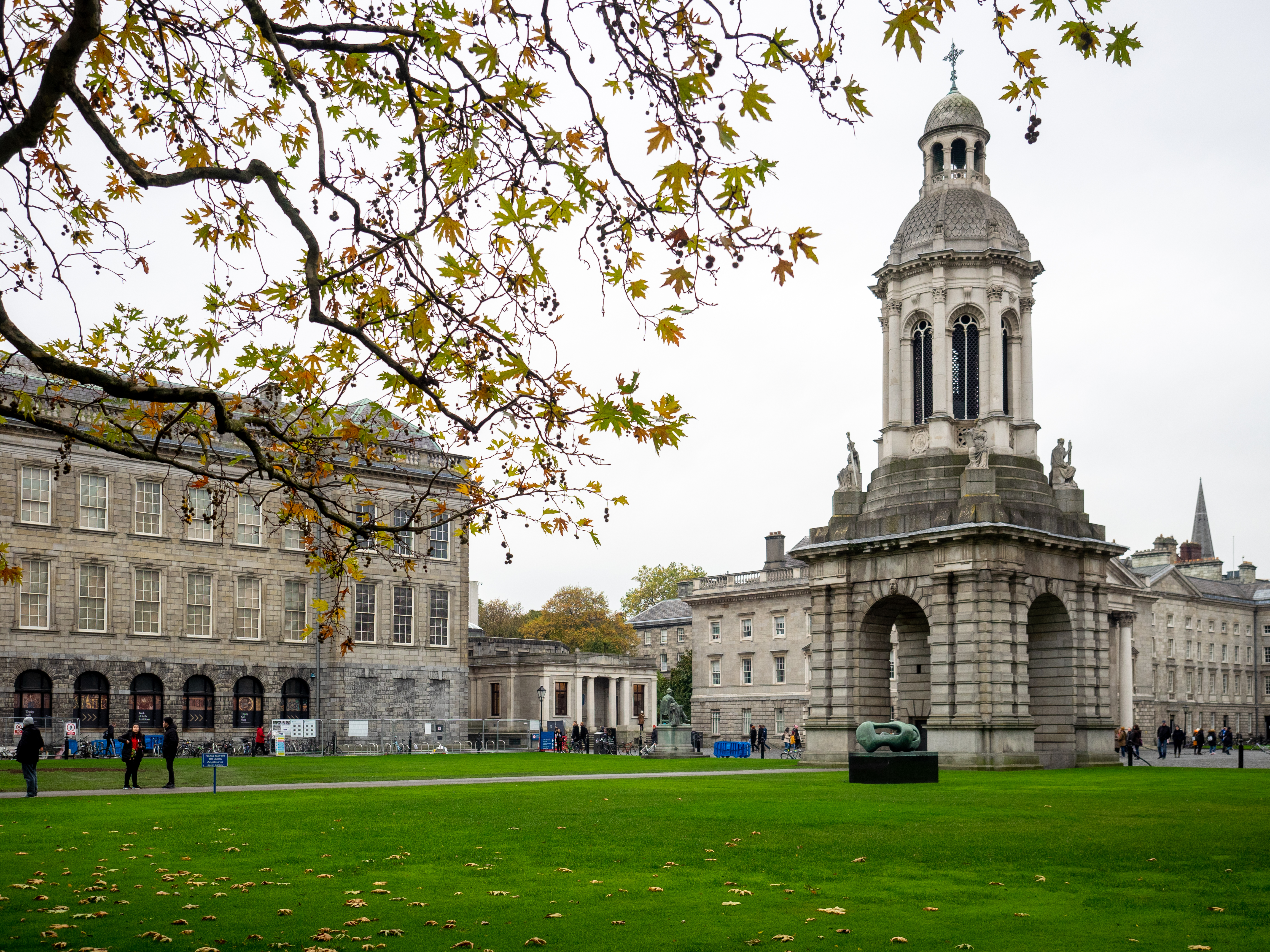
Трініті коледж в Дубліні.

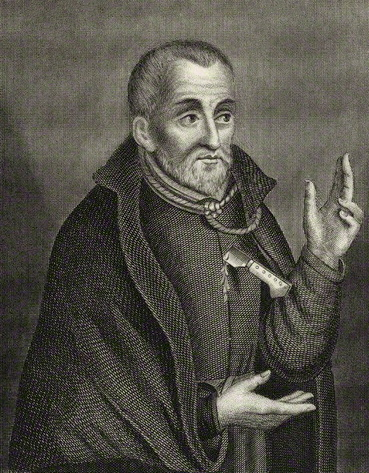
Едмунд Кемпіон.

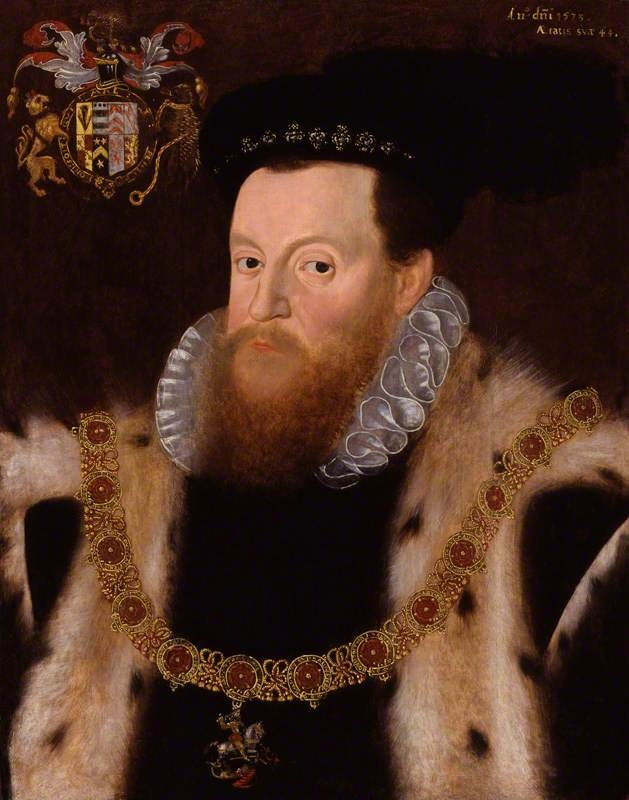
Сер Генрі Сідні.

Джеймс Стенігерст (англ. - James Stanihurst) (? – 1573)  – відомий ірландський політик, спікер Палати громад парламенту Ірландії три терміни підряд, перший суддя Ірландії, судовий реєстратор Дубліна.

## Життєпис
Джеймс Стенігерст був сином Ніколаса Стенігерста – лорд-мера Дубліна в 1542 році. Він був спікером Палати громад парламенту Ірландії 1557, 1560, 1568 років скликань. На відкритті кожної сесії парламенту він виголошував промову. Він довів, що він є прихильником протестантизму та прихильником і вірним слугою королеви Англії Єлизавети І Тюдор. Він домігся прийняття через Палату громад парламенту Ірландії Закону про єдність (з Англією), що був ухвалений парламентом Англії роком раніше – в 1560 році. Джеймс Стенігерст поставив цей закон на розгляд Палати громад коли основні його опоненти були відсутні в залі засідань. З іншого боку Джеймс Стенігерст підтимував дружні стосунки з Едмундом Кемпіоном, що свідчить про те, що він, як і багато інших ірландських феодалів англо-норманського походження (так званих «старих англійців), симпатію до римо-католицької віри.
У 1570 році він рекомендував парламенту Ірландії у промові, яку він виголосив під час чергової інавгурації на пост спікера Палати громад, систему національної освіти в Ірландії, запропонувавши заснувати гімназії по всій країні. Крім того, він запропонував заснувати в Дубліні університет, що пізніше і було зроблено – в Дубліні був заснований університет – Трініті коледж. Ця промова була опублікована. Але ця освітня політика Стенігерста не була прийнята урядом і повністю реалізована, хоча сер Генрі Сідні, з яким Джеймс Стенігерст підтримував дружні стосунки, рішуче цю політику підтримував. Едмунд Кемпіон, що був вчителем його сина Річарда, теж був хорошим другом Джеймса Стенігерста і визнавав, що Джеймс допоміг йому написати «Історію Ірландії». Одного разу Джеймс Стенігерст незважаючи на те, що він на око людське сповідував протестантську віру, врятував Едмунда Кемпіона від арешту за звинуваченням у тому, що він католик та єзуїт. Він відправив Едмунда до родини Барноулл із Турві-Хаус, де він зумів переховатися. Барноулли були католиками. 
Джеймс Стенігерст помер у Дубліні 27 грудня 1573 року у віці 51 року. Елегія латинською мовою, яку написав його син Річард була надрукована в «Описі Ірландії», а також у додатку до його перекладу Вергілія.    

## Родина
Джеймс Стенігерст одружився з Енн Фіцсімон – дочкою Томаса Фіцсімона – судового реєстратора з Дубліна. У них було п’ятеро дітей. У них було двоє синів – Річард та Волтер. Річард був відомим в свій час письменником та поетом, Волтер переклав англійською мовою твір «Innocent, de Contemptu Mundi» - «Невинний, від зневаги світу» (лат.) У них ще була донька Маргарет, що вийшла заміж за Арнольда Ашера – клерка канцелярського суду Ірландії. У них були діти: Джеймс Ашер, що став архієпископом Арма та Амброз Ашер.  